# Xã Ogle, Quận Somerset, Pennsylvania
Xã Ogle (tiếng Anh: Ogle Township) là một xã thuộc quận Somerset, tiểu bang Pennsylvania, Hoa Kỳ. Năm 2010, dân số của xã này là 501 người.